# Украинская социал-демократическая рабочая партия
Украинская социал-демократическая рабочая партия (укр. Українська соціал-демократична робітнича партія, УСДРП) — украинская марксистская политическая партия, созданная в 1905 году.

## История
УСДРП появилась в результате расколов в Революционной украинской партии (РУП). После раскола РУП появились также Украинская народная партия (1902) (УНП) под руководством Н. Михновского, «Спилка», Украинская радикальная партия (1904) (УРП) во главе с Б. Гринченко, В. Дорошенко и С. Ефремовым, а также Украинская демократическая партия (УДП) с А. Лотоцким, В. Чеховским и Е. Чикаленко (вскоре объединилась с УРП).
В самом начале УСДРП, сформированная из остатков РУП, насчитывала около 3000 человек. Лидерами партии стали Д. В. Антонович, В. К. Винниченко, Б. Н. Мартос, С. В. Петлюра, Н. В. Порш, В. М. Чеховский, Л. И. Юркевич. Программа партии предусматривала:
1. Демократизацию общественного строя,
2. Автономию Украины,
3. Конфискацию крупной земельной собственности и др.

Сразу же после событий Февраля 1917 года руководители УСДРП стали активно разворачивать свою деятельность. Особенно важные роли достались Петлюре и Винниченко, ставшими вместе с М. Грушевским руководителями Центральной Рады, которая вскоре провозгласила создание Украинской Народной Республики (УНР). В 1918—1920 годах члены УСДРП (Владимир Чеховский, Борис Мартос, Исаак Мазепа) возглавляли Совет народных министров УНР.
На IV съезде (10-12 января 1919) УСДРП раскололась на две фракции: правое большинство и левое меньшинство — «независимых». Большинство съезда, которое возглавляли Н. Порш, В. Винниченко, С. Петлюра, И. Мазепа, отстаивало идею «трудовой демократии», высказалось за постепенную социализацию главных отраслей хозяйства и поддержку Директории УНР.
«Независимые» с подозрением относилась к централизаторской политике российских большевиков на Украине, но признавали необходимыми организацию Советской власти в УНР, установление «диктатуры пролетариата» и мир с Советской Россией. Левое крыло УСДРП отделилось, образовало Украинскую социал-демократическую рабочую партию (независимых) и впоследствии участвовало в создании национал-коммунистических партий УКП и УКП(б).
После поражения войск УНР и установления на территории Украины власти Украинской советской социалистической республики, деятельность УСДРП фактически прекратилась. В эмиграции действовали мелкие ячейки партии — в Варшаве, Париже, Берлине; ЦК УСДРП находился в Праге. В 1938 году все заграничные организации были распущены.
В 1950 году остатки партии объединилась с другими украинскими партиями, сформировав таким образом Украинскую Социалистическую партию во главе с членом УСДРП Панасом Феденко.